# قطعنامه ۳۸۷ شورای امنیت
قطعنامه ۳۸۷ شورای امنیت سازمان ملل متحد که در تاریخ ۳۱ مارس ۱۹۷۶ تصویب شد، سندی بین‌المللی دربارهٔ آنگولا-آفریقای جنوبی است. این قطعنامه طی نشست ۱٬۹۰۶ام با ۹ موافق، ۰ مخالف و ۵ ممتنع تصویب شد.